# Личка, Марио
Ма́рио Ли́чка (чеш. Mario Lička; род. 30 апреля 1982[…], Острава) — чешский футболист, полузащитник; тренер.

## Клубная карьера
Воспитанник остравского «Баника». В сезоне 2002/03 начал выступать в основном составе остравского клуба. По итогам сезона Личка получил «Золотой мяч» Чехии в номинации «Открытие года». В сезоне 2003/04 Марио Личка стал чемпионом и финалистом кубка Чехии. В финале кубка против «Спарты» полузащитник забил гол, но «Баник» проиграл со счётом 1:2. В «Банике» Личка выступал до марта 2005 года; остаток сезона чех провёл на правах аренды в итальянском «Ливорно».
В сезоне 2005/06 Марио Личка играл в «Словацко», после чего перебрался в Англию, где два сезона выступал за «Саутгемптон» в чемпионат Футбольной лиги. Летом 2008 года полузащитник вернулся в «Баник», где провёл ещё 2 сезона.
Начиная с сезона 2010/11 Марио Личка выступает в чемпионате Франции за клуб «Брест». Чешский полузащитник дебютировал в Лиге 1 в матче первого тура чемпионата 2010/11 против «Тулузы». 28 августа 2010 года Марио Личка забил первый гол в чемпионатах Франции, поразив ворота «Кана» с пенальти. По окончании сезона на счёту Лички было 3 гола и 4 голевые передачи. В январе 2023 года вошёл в тренерский штаб своего брата Марцела Лички в ФК «Оренбург».

## Карьера в сборной
В 2002—2003 годах Марио Личка выступал за молодёжную сборную Чехии. В 2009—2010 годах провёл 3 товарищеских матча за национальную сборную.

## Семья
Отец Марио — известный чехословацкий футболист и чешский тренер Вернер Личка. Брат — Марцел Личка, также профессиональный футболист, выступавший в разные годы за «Баник», пражскую «Славию» и «Викторию Жижков», а также польские «Гурник» (Забже), «Дискоболию» и французский «Кале»; в 2020-2023гг. являлся главным тренером «Оренбурга», с лета 2023 по май 2025 был главным тренером ФК Динамо Москва.

## Достижения

### Клубные
- Чемпион Чехии: 2003/04
- Финалист кубка Чехии: 2003/04

### Личные
- Чешский «Золотой мяч» в номинации «Открытие года»: 2003

## Статистика
| Матчи Марио Лички за сборную Чехии | Матчи Марио Лички за сборную Чехии | Матчи Марио Лички за сборную Чехии | Матчи Марио Лички за сборную Чехии | Матчи Марио Лички за сборную Чехии | Матчи Марио Лички за сборную Чехии | Матчи Марио Лички за сборную Чехии |
| ---------------------------------- | ---------------------------------- | ---------------------------------- | ---------------------------------- | ---------------------------------- | ---------------------------------- | ---------------------------------- |
| №                                  | Дата                               | Оппонент                           | Счёт                               | Голы Лички                         | Соревнование                       |                                    |
| 1                                  | 15 ноября 2009                     | ОАЭ                                | 0-0 (2:3 пен.)                     | -                                  | Товарищеский матч                  |                                    |
| 2                                  | 18 ноября 2009                     | Азербайджан                        | 0-2                                | -                                  | Товарищеский матч                  |                                    |
| 3                                  | 17 ноября 2010                     | Дания                              | 0-0                                | -                                  | Товарищеский матч                  |                                    |